# Wladimir von Pachmann

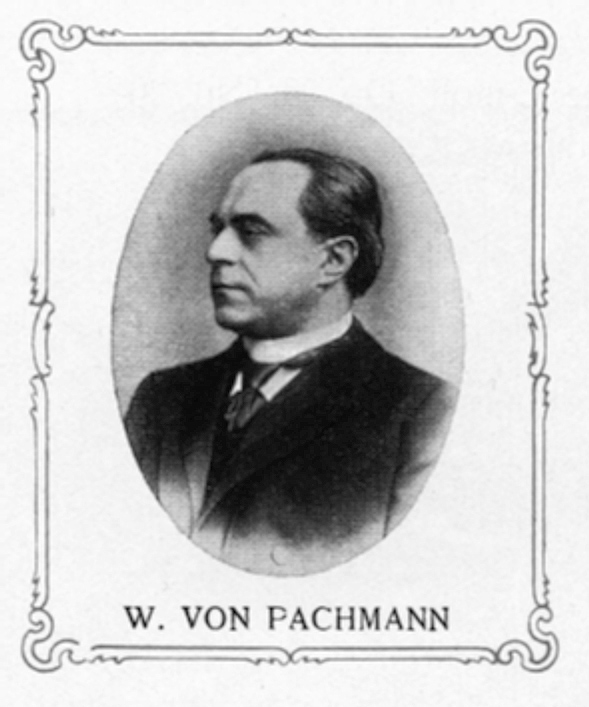
Pachmann um 1906, Photo aus einem Katalog von Welte-Mignon

Wladimir von Pachmann, auch de Pachmann oder Pachmann (* 27. Juli 1848 in Odessa, Ukraine; † 6. Januar 1933 in Rom) war ein russischer Pianist mit deutschen oder österreichischen, möglicherweise auch jüdischen Wurzeln. Pachmann war sowohl für sein besonders sensibles Chopin-Spiel berühmt als auch für sein ungewöhnliches Verhalten auf der Bühne und bei anderen öffentlichen Auftritten.

## Herkunft und Familie
Pachmanns Vater Valentin († 1878) war Professor für römisches Recht am Lyzeum in Odessa. Er hatte an der Universität Wien oder Prag studiert und war ein begabter Amateurcellist. Seine Herkunft ist unbekannt. Pachmanns Mutter Anastasia wird als türkische Gräfin bezeichnet, die im Alter von sechs Jahren von den russischen Truppen in den türkischen Kriegen gefangen genommen wurde und einer russischen Gräfin zur Erziehung übergeben wurde. Das Paar heiratete als sie 14 und Valentin 24 Jahre alt war. Das Paar hatte 13 Kinder, von denen 9 überlebten.
Das Adelsprädikat von bzw. später auch de Pachmann hatte sich Wladimir Pachmann wohl selbst zugelegt. Drei seiner Brüder waren russische Offiziere; keiner von ihnen führte dieses Attribut im Namen.
Pachmann heiratete im April 1884 seine Schülerin, die in Australien geborene englische Pianistin Annie Louisa Margaret (Maggie) Okey (1865–1952). Das Paar hatte drei Söhne, der jüngste, Victor, starb schon als Kind in St. Petersburg sowie Adrian (*1886 †1937) und Lionel (* 1887). Am 3. August 1895 wurde die Ehe geschieden. In zweiter Ehe heiratete sie den französischen Rechtsanwalt Fernand Labori, der durch die Dreyfus-Affäre bekannt wurde. Pachmann lebte ab 1905 mit seinem Sekretär Francesco Pallottelli zusammen.

## Leben und Werk

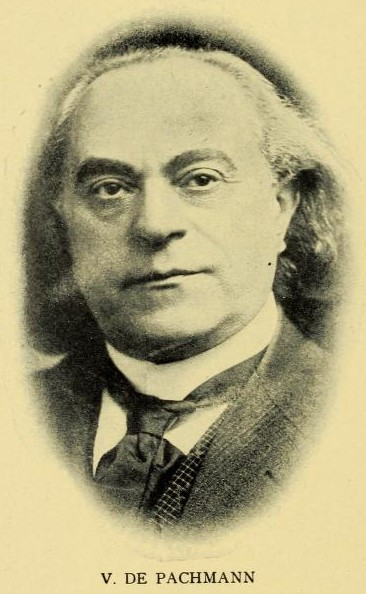
Vladimir de Pachmann um 1915

Pachmann bekam den ersten Musikunterricht von seinem Vater. Er studierte seit 1867 am Konservatorium der Gesellschaft der Musikfreunde in Wien (heute Universität für Musik und darstellende Kunst Wien), Klavier bei Josef Dachs und Theorie bei Anton Bruckner. Bereits am Konservatorium trat er mit Liszts Klavierkonzert auf, und der Meister lobte ihn mit aufmunternden Worten. Als Pachmann jedoch Carl Tausig spielen hörte, zog er sich acht Jahre zurück, um weiter zu üben.
1878 ging er nach Leipzig, wo er Vorstellungen gab und auch mit dem Gewandhaus-Orchester unter Carl Reinecke spielte. Aber auch seine Auftritte in Leipzig und weitere in Berlin hinterließen bei ihm eine Unzufriedenheit, so dass er weitere zwei Jahre nicht mehr auftrat. Erst ab 1882 unternahm er regelmäßige und sehr erfolgreiche Tourneen durch Europa und die Vereinigten Staaten. Nach seiner triumphalen Tournee durch Amerika 1890 kehrte er regelmäßig dorthin zurück und gab 1925 sein letztes Konzert in der Carnegie Hall.
Pachmanns einzigartiger Anschlag und Klang waren das Ergebnis einer Technik, die von völlig freien Handgelenken und Fingern ohne Spannung sowie einer Unabhängigkeit der Finger selbst herrührte. Seine Finger sahen in einem Stummfilm von 1920 wie aus Gummi aus.
Er war ein sehr erfolgreicher Pianist, aber schon zu Lebzeiten und bis heute umstritten. Seine pianistischen Qualitäten sind belegt, aber auch sein Hang zur übertriebenen Selbstdarstellung. Besucher zu Hause empfing er in einem alten Schlafrock, den er von Chopin geerbt haben wollte, der aber bei entsprechendem Verschleiß durch einen anderen, ähnlichen ersetzt wurde.
Um seines Lampenfiebers Herr zu werden, hatte er sich angewöhnt, während seines Vortrags mit dem Publikum zu reden.
Diese skurrilen Einlagen bei seinen Konzerten trugen ihm im englischsprachigen Raum den Beinamen „Chopinzee“ ein, ein Wortspiel aus Chopin und Chimpanzee, also Schimpanse, den ihm der amerikanische Kritiker James Huneker verpasste. Er schaffte es einerseits, durch sein sanftes und extrem sensibles Klavierspiel Zuhörer zum Weinen zu bringen, andererseits erboste und amüsierte er auch Teile des Publikums durch seine Kapriolen. George Bernard Shaw charakterisierte ihn so: „Er gab seine wohlbekannte pantomimische Vorstellung, begleitet von Chopins Musik“.
Er war ein großer Bewunderer von Leopold Godowsky und wenn er das Ende von Chopin’s Étude Op. 10 No. 5 im Godowsky-Stil spielte, rief er ins Publikum „Godowsky was the author!“. Die Anekdoten über Pachmann sind Legion. Wenn ihm ein Fehlgriff unterlief, klopfte er sich zuweilen selbst auf die Hand und rief: „Pfui, Wladimir! Pfui linke Hand!“
Von Pachmann sind zahlreiche historische Aufnahmen erhalten. Im Februar 1906 nahm er 22 Stücke für das Reproduktionsklavier Welte-Mignon auf. Er war der erste bedeutende Pianist, der bereits 1907 mit der Gramophone and Typewriter Company in London Grammophonplatten aufnahm. Danach nahm er in Amerika mit der Victor talking machine company und auch für Columbus Platten auf.

## Ehrungen
- Goldene Medaille der Royal Philharmonic Society, London (1916)
- Dannebrog-Orden, Ausprägung nicht bekannt

## Aufnahmen
- Pachmann Aufnahmen 1907-1927 auf CD